# Hans Müller-Braunschweig
Hans Müller-Braunschweig (* 6. Juli 1926 in Berlin; † 5. November 2014 in Gießen)  war ein deutscher Psychoanalytiker. Er war langjähriger Leiter des von Horst-Eberhard Richter gegründeten Instituts für Psychoanalyse und Psychotherapie in Gießen und publizierte zahlreiche Aufsätze und Bücher zum Thema „Psychopathologie und Kreativität“ und zur körperorientierten Psychotherapie.

## Leben
Die Eltern Müller-Braunschweigs waren der Psychoanalytiker und Verbandsfunktionär Carl Müller-Braunschweig (1881–1958) und die Kinderanalytikerin Ada Schott (1897–1959). Als Siebzehnjähriger wurde Hans Müller-Braunschweig im Zweiten Weltkrieg ab 1943 als Luftwaffenhelfer und im  Arbeitsdienst eingesetzt. Als nach Kriegsende viele Freunde tot waren und Müller-Braunschweig unter einer Depression litt, entschied er, sich in psychoanalytische Behandlung zu begeben. Anschließend studierte er Philosophie, Kunstgeschichte und Psychologie an der Humboldt-Universität und an der Freien Universität in Berlin. 1953 machte er sein Diplom in Psychologie. Während des Studiums erwog er weitere berufliche Ansätze, nahm Schauspielunterricht, hatte eine musikalische Rolle in einer Berliner Schauspielgruppe und schrieb Kurzgeschichten für Presse und Rundfunk. Nach dem Diplom schrieb er sich in der Graphikklasse an der Hochschule der Künste ein. Den Lebensunterhalt verdiente er als Akkordeon- und Gitarrenspieler. Ab 1954 war er freiberuflich in einer Erziehungsberatung tätig und  arbeitete mit gefährdeten Jugendlichen. Er erhielt eine Dozentur an einer Fachschule für Jugendpfleger. 1957 heiratete er die Tanzpädagogin Heide Wilhelm, die an der Mary-Wigman-Schule in Berlin-Dahlem studiert hatte. Aus der Ehe gingen zwei Töchter hervor.  Ab 1958 absolvierte er die psychoanalytische Ausbildung in Berlin bei Horst-Eberhard Richter. Als dieser 1962 nach Gießen berufen wurde auf einen Lehrstuhl für Psychosomatik, folgte er Richter und wurde sein Assistent an der neu gegründeten Psychosomatischen Klinik der Universität Gießen. Ab 1970 war Müller-Braunschweig Lehranalytiker der Deutschen Psychoanalytischen Vereinigung. Von 1970 bis 1972 nahm er an einem kirchlich organisierten Ausbildungsgang in psychotherapeutischer Beratung für DDR-Bürger in Ostberlin teil und machte seine Dissertation über ein kunstpsychologisches Thema bei Alexander Mitscherlich. Von 1970 bis 1984 war er Leiter des Gießener Instituts für Psychoanalyse und Psychotherapie. Er habilitierte 1975 im Fachbereich Humanmedizin mit der Filmuntersuchung eines Säuglings und hatte von 1976 bis 1988 eine Professur für klinische Psychosomatik inne. Ab 1982 widmete er sich der Selbsterfahrung und Ausbildung in Körperpsychotherapie bei George Downing, Marianne Fuchs und Gisela Worm. Ab 1985 führte er eine freie Praxis. In den letzten Jahren beteiligte er sich auch als Fotograf an Kunstausstellungen des Kunst- und Kulturvereins Wißmar. Hans Müller-Braunschweig starb im November 2014 im Alter von 88 Jahren.

## Schriften (Auswahl)
- Hans Müller-Braunschweig, Frühe Objektbeziehung und künstlerische Produktion. In: Jahrbuch der Psychoanalyse, Band III, 1964.
- Lehrfilm über Dissoziative Krampfanfälle, Berlin 1967.
- Hans Müller-Braunschweig, Zur Genese der Ich-Störungen. In: Psyche. Zeitschrift für Psychoanalyse 9/1970, S. 657–677.
- Hans Müller-Braunschweig, Psychopathologie und Kreativität. In: Psyche. Zeitschrift für Psychoanalyse, 7/1974, Ernst Klett Verlag, Stuttgart 1974.
- Hans Müller-Braunschweig (Hrsg.), Die Wirkung der frühen Erfahrung. Das erste Lebensjahr und seine Bedeutung für die psychische Entwicklung. Ergebnisse und Probleme. Konzepte der Humanwissenschaften. Ernst Klett Verlag, Stuttgart 1975, ISBN 3-12-905970-9.
- Hans Müller-Braunschweig, Gedanken zum Einfluss der frühen Mutter-Kind-Beziehung auf die Disposition zur psychosomatischen Erkrankung. In: Psychother med Psychol 30, 1980, S. 48–59.
- Hans Müller-Braunschweig, Fünfzig Jahre danach-Stellungnahme zu den in Psyche 11/1982 zitierten Äußerungen von Carl Müller-Braunschweig. In: Psyche. Zeitschrift für Psychoanalyse 12/1983. Klett-Cotta Verlag, Stuttgart 1983.
- Hans-Martin Lohmann (Hrsg.), Psychoanalyse und Nationalsozialismus. Beiträge zur Bearbeitung eines unbewältigten Traumas. Mit Beiträgen von Margarete Mitscherlich-Nielsen, Helmut Dahmer, Käthe Dräger, Lutz Rosenkötter, Carl Müller-Braunschweig, Hans Müller-Braunschweig, Kurt Eissler, Ilse Grubrich-Simitis. S. Fischer Verlag, Frankfurt am Main 1984, ISBN 978-3-59612-231-8.
- Marianne Fuchs (Hrsg.), Funktionelle Entspannung. Theorie und Praxis einer organismischen Entspannung über den rhythmisierten Atem. Mit einer Einführung von Eckardt Wiesenhütter und einem Anhang über "Psychoanalytische Aspekte der Funktionellen Entspannung" von Rolf Johnen und Hans Müller-Braunschweig. Hippokrates-Verlag, Stuttgart, 1989, ISBN 3-7773-0951-6.
- Hans Müller-Braunschweig, Zur Wirkung analytisch orientierter Körperarbeit bei frühen Störungen. Bemerkungen zur Diskussion zwischen J. Scharff und T. Ettl über szenische und körperbezogene Intervention im analytischen Prozess. In: Zeitschrift für psychoanalytische Theorie und Praxis XI, 2–1996.
- Hans Müller-Braunschweig, Zur gegenwärtigen Situation der körperbezogenen Psychotherapie. In: Psychotherapeut 42, 1997, S. 132–144.
- Thure von Uexküll, Marianne Fuchs, Hans Müller-Braunschweig, Rolf Johnen (Hrsg.): Subjektive Anatomie. Theorie und Praxis körperbezogener Psychotherapie. Schattauer Verlag, Stuttgart 1994, 2. Auflg. 1997, ISBN 3-7945-1799-7.
- Hans Müller-Braunschweig, Nonverbale Mitteilung, Szene und Empathie. In: Selbstpsychologie, Heft 3/1, 2001, S. 75–83.
- Hans Müller-Braunschweig, Psychoanalyse und Körperpsychotherapie. In: Über den Körper zur Sexualität finden, hrsg. von Peter Geißler. Psychosozial-Verlag, Gießen 2001, ISBN 3-8980-6064-0.
- Selbst und Körper Selbstpsychologie, Europäische Zeitschrift für Psychoanalytische Therapie und Forschung. Heft 10, 3. Jg., 4/2002. Mit Beiträgen von Günter Heisterkamp, Franz Herbert, Joseph D. Lichtenberg, Wolfgang Milch, Hans Müller-Braunschweig, Carol M. Press, Jörg M. Scharff, Sabine Trautmann-Voigt und Bernd Voigt. Brandes & Apsel, Frankfurt am Main 2002, ISBN 3-8609-9910-9.
- Hans Müller-Braunschweig, Niklas Stiller (Hrsg.), Körperorientierte Psychotherapie. Methoden, Anwendungen, Grundlagen. Springer, Heidelberg 2009, ISBN 978-3-540-88803-1.
- Peter Dettmering, Tilo Held, Hans Müller-Braunschweig (Hrsg.), Psychoanalyse in Selbstdarstellungen 9, Brandes & Apsel, Frankfurt am Main 2012, ISBN 978-3-86099-900-4.